# مانويل أورتيز
مانويل أورتيز هو مبارز بالسيف كوبي، ولد في 20 مايو 1948 في هافانا في كوبا، وتوفي في 10 فبراير 2008.

## وصلات خارجية
- مانويل أورتيز على موقع أوليمبيديا (الإنجليزية)